# نهائي الدرع الخيرية 1974
نهائي الدرع الخيرية 1974 هي مباراة كرة القدم لعبت في بطولة درع الاتحاد الإنجليزي لكرة القدم في تاريخ 10 أغسطس 1974 بين بطل موسم 1973-1974 ليدز يونايتد وبين بطل كأس الاتحاد الإنجليزي 1974 نادي ليفربول، وكان الفائز بالنهائي هو نادي ليفربول بقيادة بوب بيزلي الذي تولى مهمة تدريب ليفربول في شهر يوليو 1974 ليحل محل بيل شانكلي.
انتهت المباراة بالتعادل (1-1)، وكان فيل بويرسما افتتح التسجيل لليفربول في الدقيقة 20، واستطاع تريفور الكرز تحقيق التعادل لليدز في الدقيقة 70. ثم امتد اللعب إلى ركلات الترجيح، مع عشرات ركلات محققة من كلا الفريقين، وعندما اختار ليدز حارس مرماه ديفيد هارفي لتنفيذ ركلة الترجيج، سدد هارفي الكرة فوق العارضة، وسجل ايان كالاهان ركلة الترجيح لليفربول الذي فاز بالمباراة (6-5).

## التفاصيل
| ليفربول        | 1–1    | ليدز يونايتد |
| -------------- | ------ | ------------ |
| فيل بورسما 19' | Report | شيري 70'     |

| ليفربول | ليدز يونايتد |